# Румънска въоръжена интервенция в Бесарабия
Румънската военна интервенция в Бесарабия се провежда между 19 януари и 8 март (5 януари – 23 февруари стар стил) 1918 г., като част от по-широката съюзническа интервенция в Руската гражданска война. Актът противопоставя Кралство Румъния, Руската република, Украинската народна република и антиболшевишките фракции на Молдавската демократична република от една страна срещу контролираните от болшевиките Румчерод и Одеска съветска република, както и проболшевишки фракции в рамките на молдовската република. Интервенцията започва, когато румънската армия и нейните съюзници преминават в Бесарабия и предприемат атака срещу Кишинев и Унгени, превземайки последния.
На 19 януари болшевишкият Фронтодел завладява Кишинев, за да го загуби от второ румънско настъпление на 26 януари. На 29 януари румънски войски обсаждат Бендер и след ожесточено сражение защитниците се оттеглят от града на 2 февруари. В северна Бесарабия румънските войски превземат Белци на 5 февруари. На 14 февруари Владимир Ленин назначава Михаил Муравьов за командващ фронта в Бесарабия и Приднестровието, като го подсилва с 3000 войници. Муравьов преминава в контранастъпление, постигайки редица победи, но придобивките му са заличени, когато Централните сили предприемат широкомащабна офанзива срещу болшевиките. На юг болшевишките моряци успяват да запазят контрол над части от Буджак до началото на март, преди да се оттеглят към Одеса.
Румъния използва възможността да прекъсне преговорите за примирие с болшевиките и да окупира последните бесарабски територии, които не са под неин контрол. На 6 февруари парламентът на Република Молдова Сфатул Църий обявява независимостта на страната. На 9 април 1918 г. Молдовската демократична република се обединява с Румъния.

## Предпоставки
През 1812 г., в резултат на Договора от Букурещ, последвал Руско-турската война от 1806 – 1812 г., и въпреки всички протести, Молдова губи от Руската империя източната си част, между реките Прут и Днестър. Ставайки известна като Бесарабия, анексираната от Русия територия след това постепенно претърпява процес на колонизация и русификация.:с. 20 Забранено е обучението на румънски език и използването на румънски в администрацията, докато православната църква в Бесарабия, отделена от митрополитската църква в Молдова и преминала под юрисдикцията на Руската православна църква, също става инструмент на политиката на русификация.:с. 270 След обединението на Молдова с Влашко през 1859 г. и създаването на независимото Кралство Румъния през 1881 г., външната политика на новата държава е силно повлияна от идеите на Румънското национално пробуждане, целящо да създаде Велика Румъния, която да включва всички румъноезични, включително жителите на Бесарабия.:с. 161 – 163
Берлинският конгрес не решава този въпрос, като отстъпва на Румъния Северна Добруджа, в замяна на Бесарабия, която е отстъпена на Русия.
По време на Първата световна война, през 1916 – 1917 г., Румъния и Русия се бият като съюзници, като през зимата на 1916/1917 г. руското командване съдейства на своя съюзник, изпращайки своите 35-а пехотна и 15-а кавалерийска дивизии към румънския фронт, за да се предотврати пълната окупация на страната. Южната част на Румъния (72% от територията ѝ) вече е окупирана от Централните сили, като самата столица Букурещ пада на 4 декември 1916 г. Румънските и руските войски успешно се защитават срещу настъплението на Германия и фронтът е стабилизиран до средата на август 1917 г.:с. 15 Междувременно новините за Февруарската революция, свалила руския цар, стигат до Бесарабия. Първият местен съвет е създаден в Бендер / Тигина на 21 март 1917 г., а до май 1917 г. съвети са създадени във всички области на Бесарабия. Едновременно с това през пролетта на 1917 г. селяните започват да разделят земята помежду си.:с. 20 – 21 През втората половина на март 1917 г. е създадена и Национална молдовска партия (НМП), която привлича за членска маса предимно поземлените собственици. Придобивайки подкрепата на румънското правителство, партията агитира за въвеждането на молдовски език в държавните институции, решавайки аграрния проблем само в интерес на молдовците и постепенно насърчава съюз с Румъния. Въпреки че сред войниците на руската армия се появява национална поляризация, НМП не успя да наложи своите цели на различните организации, възникващи в контекста на революциите: Априлският провинциален конгрес на държавните учители решава, че както молдовският, така и руският трябва да бъдат използват в образователната система, докато Първият провинциален селски конгрес (3 – 5 юни 1917 г.) решава да прехвърли цялата земя в обществена собственост, изисква равно третиране за всички национални групи и се изказва за автономия в рамките на Русия. Оценявайки ситуацията, политиците от НМП Григоре Казаклиу и Йон Вълуца заявяват разочаровано, че „молдовският народ ни смята за свои врагове“.:с. 21 – 22 Партията не успява да спечели популярност и сред бесарабците, гласували през ноември 1917 г. в избирателния район на Бесарабия – за изборите за Учредително събрание на Русия НМП получава само 2,3 процента от гласовете в областта.:с. 161 – 163:с. 31
Освен мародерството и дезертьорството, обичайни явления в региони в близост до фронтовата линия, какъвто се явява и Бесарабия, друг фактор, който допълнително подкопава дисциплината сред руските войници, е Февруарската революция. Тя довежда до още по-голямо нарастване на броя на дезертьорите; умножават се и случаите на разграбване и бандитизъм.:с. 57 През август 1917 г., след Юлските дни, новосъздаденият Централен молдовски военен изпълнителен комитет в Кишинев, подкрепен от градския съвет на Кишинев, решава да създаде десет молдовски национални подразделенеия от по 40 души;:с. 22 те първоначално са наречени кохорти, а след това – мобилни отряди. Основната мисия на кохортите е да поддържат реда срещу вътрешната анархия, но те в крайна сметка не се оказват в състояние да направят това в условията на социални сътресения и бунт сред руските войници.:с. 247 – 248 Съвременният руски военен историк Михаил Мелтюхов твърди, че кохортите се намесват неправомерно, за да попречат на селяните да разделят земите на големите имения и са помогнали да възстановят собствеността на големите поземлени собственици.:с. 23 В същото време вътрешната ситуация в Русия довежда до появата на болшевишки групи сред руските войници: през август и септември са създадени отделни техни организации в Бесарабия и на Румънския фронт.:с. 23 Болшевишкото влияние се проявява дори сред някои молдовски мобилни отряди,:с. 510 което кара Штефан Чобану да заяви по-късно, че „именно онези няколко молдовски единици, които са били на разположение на молдовския национален съвет Сфатул Църий, са заразени с болшевизъм“.:с. 369 Селяните също се радикализират, като вторият провинциален селски конгрес (9 – 13 септември 1917 г.) призовава за прехвърляне на цялата земя, вода, гори и ресурси в обществено достояние, отразявайки болшевишкия лозунг „Цялата земя на селяните!“. Започвайки от 7 октомври, Централният молдовски военно-изпълнителен комитет решава да създаде подразделения под своето единствено командване, към който са добавени подкрепления от войници и офицери под руско командване от Румънския фронт и Одеския военен окръг. Комитетът свиква и Молдовски военен конгрес, събрал около 600 делегати, главно офицери; на 3 ноември конгресът взема решение за създаването на провинциално събрание Сфатул Църий, което да поддържа бесарабската автономия.:с. 23
Според Йон Джурка свалянето на руското временно правителство в Петроград през октомври 1917 г. по време на Октомврийската революция и завземането на властта в Русия от болшевиките довежда до дезорганизация и недисциплинираност в руската армия на Източния фронт. На 5 декември [22 ноември стар стил] 1917 г. Съветска Русия подписва в Брест-Литовск договор за пълно прекратяване на огъня с Централните сили, призовавайки за мир без анексии и обезщетения и нареждайки на своите войски да спрат да се бият с оглед на обявеното примирие.:с. 25 Дмитрий Щербачьов, началникът на руските войски на румънския фронт, от своя страна отказва да изпълни заповедите на съветското правителство. При тези условия в местните руски армии се появяват две противопоставящи се фракции: една, която признава новото болшевишко ръководство в Петроград, решена да напусне фронта, и втора група под командването на генерал Щербачов, която се стреми да продължи военните действия; скоро между двете фракции избухват спорове и въоръжени конфронтации. Въпреки румънската военна подкрепа, Щербачьов, който според ван Меурс е станал „командир без армия“, не успява да покори местния болшевишки комитет и в крайна сметка се съгласява да подпише примирие с германците.:с. 61 Румъния и руските офицери начело с Щербачьов подписват примирието във Фокшани на 9 декември [26 ноември стар стил] 1917 г., шест дни преди примирието между Русия и Централните сили.:с. 25 – 26
След Болшевишката декларация за правата на народите в Русия, на 15 декември [2 декември] 1917 г., Бесарабия провъзгласява своята автономия в състава на Руската република като Молдовска демократична република. Ръководителите на новосъздадената държава са Йон Инкулец, председател на Сфатул Църий, законодателния съвет на Молдова, и Пантелимон Ерхан, шеф на молдовското правителство (наречен Съвет на генералните директори). Местните лидери твърдят, че Бесарабия трябва да остане твърдо в рамките на новата Русия, но със статута си „като този на Финландия в царската империя или като един от кантоните на Швейцария“.:с. 32 – 33 Поради насилието и хаотичната ситуация в региона, както и разпространението на неграмотността сред бесарабските селски маси, не се провеждат общи избори и местата в Сфатул Църий са разпределени между различни социални групи, малцинства, професионални организации и групи по интереси.:с. 60 Делегатите представлявали само четири от уездите на губернацията, населени предимно от етнически молдовци. В Буджак, където по-голямата част от населението е немолдовско, властта на Сфатул Църий получава ограничено признание.:с. 23 – 24 Очакванията са събранието и Съветът на директорите да управляват провинцията, докато Бесарабското учредително събрание да реши бъдещето на провинцията.:с. 60
Междувременно в Бесарабия се образуват съвети, много от които контролирани от меншевиките, есерите и бундистите, първоначално без болшевишки влияния. Съветите и Сфатул Църий се признават взаимно, а есери и членове на Селския съвет получават места в събранието.:с. 61 В крайна сметка и Петроградският съвет, и Съветът на народните комисари признават новата молдовска република, нейното събрание и правителство.:с. 34 За сметка на това обаче няколко местни съвета признават правителството на Владимир Ленин и до средата на декември се болшевизират.:с. 61
Михаил Мелтюхов твърди, че на 21 ноември румънският посланик в Лондон изтъква предбританското правителство готовността на румънската армия да участва в борбата срещу Съветите. Два дни по-късно президентът на САЩ обещава подкрепа за румънски териториални претенции в замяна на участие в антисъветска интервенция. Щербачов също се съгласява да прехвърли на Румъния руски оръжия, боеприпаси и хранителни запаси в замяна на 16 милиона рубли; част от тези ресурси трябва да бъдат прехвърлени на генерал Алексей Каледин, който бе признат за легитимен руски представител от Антантата.:с. 26 – 27
Докато се оттеглят от територията на Румъния, групи от руски войници и цели бойни единици извършват различни актове на насилие и грабежи, в резултат на което се наблюдават серия от сблъсъци с румънската армия, като тези в Сокола, Галац, Пашкани, Спътърешти и Михайлени. Според Тутула обаче основната причина, довела до румънските действия срещу руските войници, е състоянието на хаос в руската армия и повишената опасност, представлявана от концентрацията на болшевишки войски в Яш и околностите. Според Тутула тези войски са имали за цел да притиснат Щербачов, да детронират Фердинанд I Румънски и да установят комунистически режим в Румъния; такива аргументи карат румънското правителство да приеме в нощта на 21 декември срещу 22 декември [9 декември] 1917 г. „изключителни мерки“. На румънската армия е наредено да регулира само разрешени пътувания за руските колони, насочени към Прут, и да обезоръжи всички руски войски в безредие.
Михаил Мелтюхов отбелязва, че румънската намеса е поискана от Щербачов, след като болшевиките под командването на Семьон Рошал с подкрепата на гарнизона в Сокола обявяват, че са завзели властта на Румънския фронт на 16 декември.:с. 27 След неуспешни преговори на 21 декември в Яш украински войски и четири румънски полка арестуват преговорния екип на болшевиките, застрелват Рошал, разпускат революционния комитет и обезоръжават лоялните нему войски. Дорин Добринку посочва, че пристигайки от Петроград с мисията да поеме контрола над Революционния военен комитет на Румънския фронт, Рошал се опитал с помощта на някои болшевишки войници да арестува генерал Щербачов; генералът е спасен от украинските си телохранители и след намесата на френските и румънските офицери. Според Добринку, след като е бил задържан от румънците, Рошал се е озовал в „неясна ситуация“ в ръцете на антиболшевишките руснаци; тялото му по-късно е намерено в близост до железопътна линия, вероятно след като е бил застрелян от „руските му политически и идеологически противници“. На следващите дни румънците обезоръжават всички руски войски, счетени за „ненадеждни“, според Мелтюхов прекъсват руския достъп до складовете за храна и интернират руските военнослужещи в концентрационни лагери.:с. 27 – 28 На сутринта на 22 декември [9 декември] 1917 г. румънските войски, с помощта на украински войници, верни на генерал Щербачов, обграждат руския гарнизон в Сокола и го обезоръжават. Според Добринку при този инцидент не се съобщава за жертви и всички 3000 руски войници са вкарани във влакове и изпратени през Прут. Румънските войски в други населени места в Молдова следват примера им, но на няколко места действията им водят до въоръжена конфронтация. Според Митраска руските войски, бягащи от румънците, са преминали през Бесарабия, като я разграбват.:с. 35 Мелтюхов обаче твърди, че за да оправдае своите действия, румънската правителствена пропаганда започва да твърди, че руските войски извършват грабежи и погроми.:с. 27 – 28
Действията на румънските войски „за интронизирането на реда“ на румънската територия бяха категоризирани от съветското правителство като „престъпни“, последвани от ултиматумни бележки, които според Василе Тутула имаха характер на обявяване на война. Комисарят на външните работи Леон Троцки упрекна румънския представител в Петроград Константин Диаманди за намеса във вътрешните работи на Русия, докато Диаманди отговаря, че румънските действия са полицейски мерки срещу опустошението от руските войски.

## Прелюдия
Първите румънски набези в Бесарабия започват в средата на декември (на 14 декември [1 декември] 1917 г. според някои източници):с. 20 когато малък отряд превзема село Леова, за да защити складове за зърно. Това предизвика възмущение сред местните жители, които вярваха, че войските са дошли „да отнемат печалбите на революцията“. След митинг, организиран от местния съвет, румънските войски са отблъснати, губят един офицер (капитан Попилян) и двама войници.:с. 29 – 30:с. 368:с. 166 Член на комисията за снабдяване на Кахул информира Сфатул Църий, че румънските войски са се намесили, след като той е поискал от Щербачов военна охрана за местните депа, но румънците са били нападнати от местни въоръжени групировки. На 21 декември румънците изпращат силна наказателна експедиция от два полка, които окупират Леова и под заплахата за разстрел на всеки десети местен жител искат да бъдат предадени членовете на местния съвет. И четиримата членове на съветския изпълнителен комитет, начело с И. Нестрат, са подложени на кратък съдебен процес и в крайна сметка разстреляни, тъй като са счетени за отговорни за по-ранните румънски жертви.:с. 29 – 30:с. 368
По-нататъшни набези са наблюдавани през декември: на 20-и същия месец румънски войски обграждат Погънешти, Сарата-Ръжеши и Войнеску и започват да стрелят по местните жители, което кара председателя на съвета в Мингир да телеграфира в Кишинев и да поиска спешна военна помощ; подобни румънски акции се провеждат два дни по-късно в Кърпинени и околните села.:с. 368 На 23 декември 1917 г. Великобритания и Франция подписват тайно споразумение, очертаващо сферите им на влияние в рамките на Руската империя. Бесарабия и други руски територии на север от брега на Черно море попадат във френския амбит.:с. 27 При тези обстоятелства и в условията на конфликт с Централните сили и враждебните руски войски, ръководителят на френската военна мисия в Яш, генерал Анри Матиас Бертло започва да оказва натиск върху Румъния да окупира Бесарабия.:с. 166
Състоянието на несигурност в Бесарабия, дължащо се на грабежите и бунтовете на изтеглящите се руски войски, както и претенциите на болшевиките за власт над региона, карат някои от молдовските лидери да поискат помощ от румънската държава, но не и румънска окупация, както ще се случи по-късно.:с. 63 На 26 декември болшевиките поемат контрола над бесарабските железници, а молдовските войски отказаха да предприемат действия срещу тях, въпреки решението на Сфатул Църий. По искане на последния Щербачов нарежда на части от 7-а кавалерийска и 61-ва пехотна дивизия да се насочат към Бесарабия, но войските му също отказват да изпълнят заповедта. Междувременно селската фракция на Сфатул Църий решава да изпрати трима представители в Петроград, за да поиска подкрепа срещу евентуална румънска намеса.:с. 30 – 31 На 27 – 28 декември [14 – 15 декември] 1917 г. Владимир Кристи и Йон Пеливан, членове на молдавския законодателен съвет и на правителството, посещават Яш, за да представят ситуацията в Бесарабия на румънското правителство. След обсъжданията, на 4 януари 1918 г. [22 декември 1917 г.], Сфатул Църий решава да предостави правомощия на молдовското правителство, съответно да поиска военна помощ от съюзническите сили. На същия ден Ерхан, Пеливан и Кристи изпращат тайна телеграма до румънския военен министър с искане за спешно изпращане в Кишинев на Трансилванския полк (съставен от бивши австро-унгарски затворници от румънски етнически произход), разположен в Киев.:с. 286 Друго искане идва от молдовския комитет в Киев, който след получената от представителя на Сфатул Църий информация за критичната ситуация в Бесарабия, също иска румънското правителство в Яш да изпрати незабавно румънски войски в Бесарабия. Все още на 4 януари съветското правителство в Петроград нарежда на руските войски да се оттеглят от румънска територия към Бесарабия, като се противопоставят със сила на всеки румънски опит да ги спрат.:с. 29 докато Съветът на директорите се обръща към френския военен аташе в Кишинев с искане на инструктори за своите войски.:с. 31
Социалистическият блок и блокът на националните малцинства в Сфатул Църий са категорично против пристигането на румънските войски, като посочват, че това може да е първата стъпка към военната окупация на региона, представляваща заплаха за всички политически и социални придобивки на революцията.:с. 369 В отговор на слуховете за румънска намеса няколко организации в Бесарабия излизат с протестни ноти, сред които Съветът на работниците и войниците в Бричени, Четвъртият конгрес на селянските депутати в област Хотин, Вторият конгрес на селските депутати в окръг Балши, Срещата на бесарабските делегати на Втория конгрес на Румчерод, Централния военен комисариат на вътрешните работи, войниците от 1-ви молдовски полк, 129-ата молдовска въздушна батарея и отряда на бесарабските моряци в Севастопол.:с. 370 Ограничената румънска въоръжена интервенция в Леова в началото на декември, както и действията, предприети за обезоръжаване на отстъпващите болшевишки войски на румънска територия, предизвикаха силни протести от съветското правителство. Неуспехът на Румъния да отговори на протестите в крайна сметка кара Ленин да арестува румънския представител в Петроград и да конфискува румънското съкровище на 13 януари 1918 г.,:с. 63 – 64 като съветското правителство изизсква да бъдат освободени арестуваните руски войници и да им позволено да се оттеглят.:с. 29
До края на декември болшевиките вземат надмощие в повечето местни съвети и на 6 януари 1918 г. в подготовка за отблъскване на предстояща интервенция, те създават в Кишинев единно командване – Революционния военен комитет за Бесарабия, оглавяван от Евгений Венедиктов и използващ войски от резервните полкове и части, отстъпващи от румънския фронт.:с. 62:с. 370:с. 31 – 32 Още преди този ход градският съвет в Кишинев започва да критикува дейността на Сфатул Църий, а няколко дни по-късно Изпълнителният комитет на съветите на бесарабските селяни, градският съвет в Кишинев и Централният комитет на молдавските офицери и войници свикват среща с цел да се осигури по-демократичен състав на бесарабското събрание. В крайна сметка това е отменено, след като бесарабските болшевишки делегати на втория конгрес на Румчерод, който се провежда в Одеса между 23 декември 1917 г. и 4 януари 1918 г., приемат категорично отхвърляне на Сфатул Църий и решават да изпратят в Кишинев предната секция на Rumcherod (Фронтотдел) да поеме региона.:с. 62 – 63 Според Василе Василос крайната цел на болшевиките е да установят съветската власт в Бесарабия и да я задържат като част от Русия.
В нощта на 13 януари 1918 г. [31 декември 1917 г.] стратегическите точки и сгради в Кишинев са превзети от болшевиките а Фронтодел се провъзгласява за върховна власт в Бесарабия,:с. 63:с. 370 Според Мелтюхов, Сфатул Църий не е разпуснат, като Фронтодел нарежда на всички власти стриктно да следват само неговите заповеди, а не тези на Централния съвет на Украйна, генерал Щербачов или други самопровъзгласили се органи. Освен това е наредено на всички военни структури на румънския фронт да напуснат румънска територия и да се преместят в Кишинев, а военните комитети да събират войска за защита на Бесарабия. Frontotdel също така поиска правителството на Петроград да даде указания на Молдавския съвет на директорите да откаже всякаква румънска военна намеса.:с. 32 На 16 януари 1918 г. [3 януари 1918 г.] проруските социалистически депутати се оттеглят от Сфатул Църий и издават изявление, призоваващо за съюз с руската болшевишка революция и против пристигането на румънската армия в Бесарабия, като твърдят, че в законодателния орган има твърде много молдовци и буржоазни елементи. На 18 януари [5 януари], Frontotdel заедно с местната болшевишка организация започват премахването на други молдовски държавни структури.:с. 510 Според Марсел Митраска болшевиките премахват Сфатул Църий и го заменят със самопровъзгласен молдовски съвет, като според същия автор в състава му няма етнически молдовци).:с. 35 – 36
При тези условия Кристи, Пеливан и Ерхан отиват в Яш, за да поискат още веднъж влизането на румънската армия в Бесарабия, за да се бори с болшевишките предизвикателства пред властта на парламента.:с. 64 В резултат на критичната ситуация, в която попадат молдовското правителство и парламент, под предлог за осигуряване на линии за доставка срещу набези на болшевиките и въоръжените бандити, румънското правителство се съгласява да изпрати армия в Бесарабия, като мярката е подкрепена от представителите на Антантата (френската и британската мисии в Яш), но и от руския генерал Щербачьов, номинален командир на руската армия на румънския фронт.:с. 36:с. 33:с. 371 ван Меурс твърди, че значителна част от бесарабското обществено мнение силно се възмущава от румънската намеса и се опасява, че обещаните реформи ще бъдат отменени. Болшевишката пропаганда играе с подобни страхове, твърдейки, че молдавският блок в Сфатул Църий е продал Бесарабия на Румъния и планира да се откаже от аграрната реформа.:с. 84 Герман Пантея, директор за военните дела в правителството на Сфатул Църий съобщава, че „молдовското население и особено молдовските войници са развълнувани и ядосани, че румънците ще дойдат, за да отнемат от тях земя, получена в резултат на революцията, и свободите, спечелени след век страдания ".:с. 370
Октавиан Чоку счита, че влизането на румънските войски в Бесарабия се благоприятства на първо място не от отношението на самите бесарабци, а от разпадането на Руската империя, местната анархия и абсолютната нужда на западните съюзници да поддържат румънско-руския фронт. За да осигури снабдяването, комуникациите и изтеглянето си, генерал Щербачьов също е мотивиран да иска от румънското правителство да изпрати румънската армия в Бесарабия.

## Операции

### Първоначални атаки
На 6 януари румънското правителство, след като получава съгласието на украинските власти, нарежда на трансилванските войски да настъпят от Киев към Кишинев, в координирана атака срещу граничния град Унгени, в който има болшевишки гарнизон.:с. 32 При пристигането им на железопътната гара в Кишинев на 19 януари около 1 ч. сутринта, 800 до 1000 трансилванци са посрещнати от 1-ви молдовски пехотен полк, 5-и Заамурски конен полк и червеногвардейски отряд, набран от Фронтодел. След като трансилванците отказват да се обезоръжат, избухва схватка и в крайна сметка те са обезоръжени и арестувани като губят пет или шест убити и много ранени, като след това са изпратени обратно в Киев.:с. 371:с. 64 – 65:с. 32 Опитите на Ерхан и Инкулец да убедят молдовските войски да освободят трансилванците, твърдейки, че те преминават транзит, се провалят, след като пленените войници признават, че са изпратени да завладеят румънските складове и да ликвидират болшевиките.:с. 372:с. 32 Според Василе Тутула обаче, след като трансилванските войници са били арестувани, бити и в разкъсани униформи, подигравани и оплювани по улиците на града, някои от тях след това са били освободени със сила от молдовски войски, които са ги приютили в своите казарми, докато според Дорин Добринку трансилванците са били освободени след няколко дни при влизането на още румънски войски в Бесарабия.
Междувременно на 17 януари румънското командване решава да изпрати допълнителни войски към Бесарабия, като няколко военни части, пресичат Прут на 18-ти и 19-ти.:с. 33 Нападението срещу Унгени започна в ранни зори на 18 януари, като освен румънски войски, в него се включват и руски войски, все още верни на Щербачьов, а така също и украински националистически части. Обединените войски успяват да победят Съветите и да превземат града, екзекутирайки дванадесетте членове на местния войнишки съвет. Към вечерта на следващия ден румънските войски достигнаха Стършени и се опитаха да си проправят път към Кишинев през Гидигичи, но са посрещнати от силен съветски огън там и при Коджуна. Към нощта на 20-и румънските интервенти се оттеглят в безпорядък към Стършени, като изоставят оръжията си и се предават на малки групи, докато са преследвани от кавалерийските части на Фронтодел. Срещнат с враждебност от местните селяни, отряд от над хиляда румънци беше обкръжен и предаден в Стършени. Румънските войски и руските щербачьовски отряди, водени от генерал Некрасов, се оттеглят към Унгени и се опитват да се прегрупират в Корнешти на 20 януари, само за да бъдат заобиколени от революционен железопътен батальон. Част от нахлуващите войски се предават, докато останалите успяват да излязат и да се оттеглят към Румъния; генерал Некрасов едва се спасява от саморазправа, но в крайна сметка е убит от местни жители.:с. 372 – 373 На 21 януари отрядът на 2-ри железопътен район, ремонтиращ линията от Кишинев до Стършени, се натъква на група румънски войски и пленява 40 войници, а останалите успяват да избягат в Унгени.:с. 33
Приблизително по същото време румънската армия заедно с лоялни на Щербачьов руски войски се опитват да създадат плацдарм в южната част на Бесарабия, окупирайки Кахул, Вадул луй Исак и Манта. Опитвайки се да влязат в Болград, те са посрещнати от войските на Военно-революционния комитет на 6-а армия заедно с молдавски отряди. През нощта на 22/23 януари след кратка битка защитниците успяват да обезоръжат румънците и продължават да разчистват от румънски войски района на Болград, Кахул, Леова и Вулканещ.:с. 33:с. 373 – 374 Гарнизонът и местните жители в Рени също успяват да отблъснат нападение отвъд границата, докато руските генерали Коцебу, Дедюшин и Иванов са арестувани като сътрудници на нашествениците.:с. 373 – 374

### Съветско завладяване на Кишинев
Йон Джурка твърди, че междувременно болшевиките нападат централата на Междусъюзническата комисия, арестувайки военните и служителите на държавите от Антантата в мисия, както и няколко депутати от Сфатул Църий. Йон Джурка заявява, че Ерхан и Инкулец са сред арестуваните, докато Владимир Поливцев отбелязва, че двамата молдовски лидери всъщност са били поканени на спешно съвместно заседание на Бесарабската провинциална и градска изпълнителна комисия на Кишинев на Съветите на работническите и войнишките депутати, Селския провинциален изпълнителен комитет и Молдовския централен военен изпълнителен комитет, които се събират на 19 януари за обявяване на военно положение. По време на срещата Ерхан и Инкулец заявяват, че не знаят нищо за влизането на румънски войски и ще уволнят всички директори в правителството, които имат нещо общо с това. Според източниците, те или са били принудени да напишат и изпратят до румънското правителство телеграма, протестираща срещу влизането на румънските армии и с искане за прекратяване на изпращането им в Бесарабия, или доброволно са го направили, за да разсеят подозренията срещу себе си.:с. 374:с. 34 Не е ясно дали настъплението на Фронтодел е ускорено от румънската атака или е резултат от това, че е получено уверение в предаността на повечето местни съвети в Бесарабия на предишния ден.:с. 65 Ерхан и Инкулец са принудени да наредят на молдовските полкове да се противопоставят на настъплението на румънските войски;:с. 65 Пан Халипа твърди, че Герман Пантея всъщност е подписал заповедта, за която Инкулец и Ерхан са знаели, но заповедта така и не достига до молдовските войски и е използвана само като оправдание за болшевишките лидери, контролиращи Кишинев. Вим ван Меурс отбелязва, че не е ясно дали Ерхан и Инкулец са били принудени от болшевиките да наредят съпротива срещу румънското настъпление или наистина са се отвращавали от пристигането на румънските „освободители“.:с. 65 Молдовските лидери не показват унитарна перспектива за бъдещето на Бесарабия: докато Халипа и Пеливан търсят съюз с Румъния, Ерхан и Инкулец са леви политици, които търсят молдовска република, независима или като част от Руската федерация. По-специално Инкулец, като предесдател на Сфатул Църий, не е участвал в нито една от мисиите към румънското правителство и по-късно е възпрепятстван да участва в преговорите в Брест-Литовск, тъй като румънецът се страхува, че ще подкрепи включването на Бесарабия в Руската федерация.:с. 65 До 20 януари Сфатул Църий и Съветът на директорите губят всякаква власт, която имат над Бесарабия, а Съветите вземат надмощие.:с. 374 Фронтодел отваря военните складове и раздава оръжие на местното население, което съставлява Червената гвардия. През нощта на 20-и Кишинев е поставен под военно положение, Сфатул Църий е разпуснат, а Съвета на директорите и всякакви организации, провеждащи „контрареволюционна дейност“, са обявени извън закона. Страхувайки се от арест, много членове на Сфатул Църий се скриват или напускат града. Някои от директорите с помощта на френския военен аташе и земевладелецът Пантелимон В. Синадино, лидер на Съюза на земевладелците от Бесарабия, напускат Яш да дирят румънска намеса.:с. 34

### Румънско настъпление и превземане на Кишинев
Силите на румънските интервенти в Бесарабия възлизат на две пехотни и две кавалерийски дивизии, общо 50 000 души.:с. 375 – 376 На 20 януари румънското командване нарежда на своите войски да преминат река Прут и първите румънски части влизат в Бесарабия на следващия ден. Според плана на румънското командване от сутринта на 23 януари [10 януари], 11-та румънска дивизия на генерал Ернест Броштеану се насочва към Кишинев и Тигина/Бендер, 1-ва кавалерийска дивизия атакува Белци и Сорока, 13-та пехотна дивизия има за задача да окупира Южна Бесарабия, докато 2-ра кавалерийска дивизия трябва да свърже двете пехотни дивизии в района на Чимишлия. На 25 януари посочените румънски дивизии са обединени в 6-и корпус под командването на генерал Йоан Истрате.:с. 167 – 168:с. 35 От отбраняващата се страна Фронтодел контролира около 6000 войници в Кишинев, включително 1-ви пехотен молдовски полк, 1-ви бесарабски хусарски полк, 1-ви молдовски хусарски полк, 3-ти и 5-и Заамурски конен полк, 14-та артилерийска бригада и няколко доброволчески червеногвардейски отряда, които имат за задача да „задържат града, докато пристигнат подкрепления, и с пристигането им да преминат в офанзива и да изгонят румънците от Молдовската република“. Защитниците включват и болшевишките командири Филип Левензон, Григорий Котовски и Йона Якир.:с. 375 – 376 Два дни по-късно, Инкулец и представителите на молдовските военни комитети се срещат в Калъраш с генерал Броштеану. Двете враждуващи страни се съгласяват, че румънците „няма да се намесват във вътрешните работи на Бесарабия“, но когато научава от молдовските делегати, че смъртното наказание вече е премахнато в Бесарабия, Бротеану отговаря, че само той може бъде най-висш съдия и ще наложи всяко наказание, което сметне за подходящо.:с. 377 По-късно румънският премиер Таке Йонеску ще заяви, че „целият свят знае, че войските са изпратени в Бесарабия, за да завършат, когато е възможно, последния акт на съюз с Бесарабия“.:с. 375:с. 38 В Одеса пленарната сесия на Централния изпълнителен комитет на Румчерод на 20 януари реши да се смята „в състояние на война с Румъния“ и обяви обща мобилизация за доброволчески отряди в областите Одеса, Тираспол, Херсон, Акерман и Бендер. Румчерод също постановява интернирането на всички румънски служители от Одеса и конфискацията на румънските имоти в черноморския град. Решението е отменено на следващия ден, тъй като Румчерод се надява да постигне дипломатическо решение на конфликта. На 23 януари Румчерод официално предава на румънския консул, на британската и на френската дипломатически мисии искане румънското правителство да изтегли войските си от Бесарабия, а на руските войски на румънския фронт да бъде разрешен свободен преход към Русия. Докато румънският представител отрича, че има интервенция на румънски войски, а мисиите на Антантата отговарят, че войските са изпратени само за да защитават румънските складове.:с. 36 – 37
През първите дни на офанзивата румънските войски, преминали Прут между Унгени и Леова, окупират Унгени, Кайнари и Поганещ. По пътя си те завземат железопътните съоръжения и складовете за храна, разпускат Съветите и селските комитети и разстрелват членовете им, отнемайки хранителните запаси от селяните.:с. 35 След тридневна битка румънските войски, настъпвайки от Хинцешти и Страшени, превземат и Кишинев вечерта на 26 януари 1918 г. [13 януари].:с. 375:с. 39 Те са приветствани от Ерхан и Пантея, придружени от няколко молдовски ескадрона. Според някои доклади няколко молдовски части са се борили „рамо до рамо“ заедно с руските революционери срещу румънската армия;:с. 65 Поливцев, позовавайки се на докладите на Сфатул Църий посочва, че 86% от молдовските войски са се борили на страната на Frontotdel и „войниците са решени да убият офицерите, заподозрени в предателство“.:с. 376 Съветските войски се оттеглят в Тигина, без да се противопоставят на румънските войски в самия град.:с. 511:с. 377 Според Владимир Поливцев факторите, довели до провал на отбраната в Кишинев, включват общата малоценност на войските, лошото управление на съществуващите части, междупартийните търкания на различните съветски организации и успеха на офицерите-поддръжниците на Сфатул Църий да неутрализират част от молдовските полкове.:с. 376 По този начин някои офицери успяват да изпратят молдавски войски далеч от града в пасивен сектор на отбраната, докато привържениците на Щербаьчов, все още активни сред войските в Южна Бесарабия, също успяват да попречат на руските части на 47-и корпус и други части на 6-и Армия да дойдат на помощ на защитниците.:с. 376 – 377 В деня, в който Кишинев пада, правителството на Петроград решава да прекрати всички дипломатически отношения и да изгони румънските представители, а също така да обяви румънските златни резерви за „неприкосновени за румънската олигархия“ и да обяви Щербачьов за „враг на народа“. На следващия ден Бротеану официално влиза в града, а румънската армия организира военен парад. Тъй като румънското правителство не отговаря на протестите му, на 4 февруари Румчерод обявява, че се смята във война с Румъния и на 6 февруари заповяда на частите на Румънския фронт и Одеския военен окръг „незабавно да окажат въоръжена съпротива на румънските военни части, които са влезли в Бесарабия, както и във всяко друго населено място, когато румънските сили се опитват да обезоръжат съветските войски или да изземат военни материали и оборудване ".:с. 39 – 40
Владимир Поливцев твърди, че макар румънската армия и някои членове на Сфатул Църий да твърдят, че румънската интервенция е насочена срещу болшевиките, противопоставянето на румънската окупация идва и от социалистическите революционери като Которос и Кюмаченко или от меншевиките като Борисов и Криворуков. Някои от тях в крайна сметка ще се присъединят към болшевиките само след потискането на молдовската автономия (Криворуков, Левенсон и Борисов по-късно през 1918 г., Котовски през 1920 г., Палади през 1930 г.). Много от видните борци срещу румънците не са свързани с лява политика, като основната им цел е разрешаването на аграрните, трудови или национални проблеми.:с. 391
На 28 януари [ОС 15 януари], по време на извънредно съвместно заседание на Сфатул Църий и правителството, Инкулец приветства и аргументира румънското военно присъствие в Бесарабия, говорейки за гаранциите на румънците, докато Ерхан уверява генерал Броштеану, че правителството в Кишинев ще предприеме всички мерки в подкрепа на действията на румънската армия.

### Трети селски конгрес
Противопоставянето на румънската намеса е факт и другаде в Бесарабия, като Ерхан отбеляза в речта си на 26 януари, че влиянието на болшевиките и недоверието към Сфатул Църий е особено голямо в областите Акерман, Исмаил, Хотин и Сорока.:с. 379 На 31 януари в Кишинев започна Третият бесарабски провинциален конгрес на съветите на селските депутати, отложен от есента на 1917 г. Поради продължаващите военни операции присъстват твърде малко делегати от Акерман, Исмаил и Хотин, като повечето делегати идват от предоминантно молдавските централни части на Бесарабия. Мнозинството отхвърля кандидатурата на Ерхан за президент и вместо това избра молдовянина Василе Рудиев, който по-рано е назначен за комисар за Белци от Сфатул Църий и на 27 януари в качеството си на ръководител на тамошния окръжен конгрес на селяните протестира срещу румънската намеса и призовава за признаването на правителството на Петроград. На следващия ден Бесарабският провинциален селски конгрес единодушно гласува резолюция, според която „цялата власт трябва да принадлежи на Съветите на работниците, войниците и селските депутати“ и избира комисия, която да изготви протестна декларация срещу окупацията на Бесарабия. Рудиев лично призовава за гаранции за свобода на словото, събранията и неприкосновеността на членовете на конгреса, а също така иска възстановяване на суверенна молдовска република, като румънците трябва да напуснат страната в рамките на 24 часа. Речта му е посрещната с продължителни аплодисменти. Половин час след речта на Рудиев румънските войски ограждат сградата, където се провежда Конгресът, а в залата са внесени четири картечници. Румънските военни искат да им бъдат предадени ораторите, които „са обидили румънското правителство“. Рудиев и другия член на президиума Валентин Прахницки преговарят с Броштеану, а по-късно са арестувани още трима от членовете на конгреса – Теофил Которос, Йон Панциру и Прокоп Кюмаченко. Впоследствие петимата делегати, четирима молдовци и един украинец, са екзекутирани от румънците. Тъй като петимата също са членове на Сфатул Църий и са юридически неприкосновени, Съветът на директорите разследва съдбата им, но Броштеану отговаря, че не смята арестите за „намеса във вътрешните работи на републиката“ и че „никой не може да му се меси в борбата срещу болшевиките. Мелтюхов и Поливев отбелязват, че в крайна сметка 45 от 116-те делегати, участвали в конгреса, са били разстреляни.:с. 379 – 381:с. 43

### Битката при Бендер
С помощта на молдовските подкрепления румънците продължават напредването си към Хотин, Исмаил, Бендер / Тигина и Четатея Алба.:с. 38 Особено ожесточена съпротива се среща при Бендер, стратегически железопътен възел и мястото на голяма крепост, където Фронтодел се е оттеглил.:с. 39:с. 382 – 384 Решението за съпротива е взето на 24 януари на сбор на войниците от местния гарнизон и местните работници. Създаден е Щаб за отбрана на Бендер, включващ Фронтодел, членове на Кишиневския съвет и командири на революционни отряди, укрили се от румънските войски, както и местни поддръжници на Съветска власт (болшевики и други социалисти). На румънската 11-та пехотна дивизия се противопоставят 5-и и 6-и конен полк, както и червеногвардейски отряди, които са събрани набързо сред железопътните работилници и жителите на града. Към тях се присъединяват войниците от 4-ти молдовски полк в Бендер. Румънците напредват в края на януари от Кишинев и Кайнари, но последната колона е прихваната от превантивна атака, организирана от Бендерските червеногвардейци с помощта на импровизиран брониран влак, което довежда до залавянето и разоръжаването на 844 румънци.:с. 382 – 384:с. 39 Щабът на отбраната на Бендер решава да изпрати войски през Днестър за реорганизация и попълване, което налага Червената гвардия да понесе тежестта на румънската атака срещу града, започнала на 29 януари.  Въпреки интензивната артилерийска подкрепа румънците не успяват да влязат в града в продължение на два дни, а защитниците залавят няколко трофея. След като складовете за артилерийски боеприпаси са взривени поради директно попадение или заради саботаж, големи части от града са обхванати от пламъци. Това кара Червената гвардия да отстъпи през Днестър на сутринта на 2 февруари. Вълната на репресии срещу социалните активисти, оцелелите защитници и синдикатите започва след влизането на румънските войски. На 5 февруари след румънски опит за преминаване на Днестър, битка за контрола над моста над реката неочаквано се превръща в съветска контраатака и по-голямата част от града е завзета обратно около 8 часа сутринта, тъй като румънските войски се оттеглят в безпорядък.:с. 40 Основната съветска контраатака започва на следващия ден, когато войските на Фронтодел, подсилени от доброволци от 8-ма армия, отряди на Червената гвардия от Одеса и Николаев, както и около 500 румънски просъветски доброволци, организирани от Румънския революционер военен комитет, успява да превземе крепостта и да изчисти целия град от румънски редовни войски. Съветското настъпление отблъсва румънската 22-ра пехотна бригада на 10–15 km (6,2–9,3 mi) към Булбоака и Каушени и е заловен значителен брой военен персонал и трофеи. Подсилените румънски войски атакуват града отново на 7 февруари от Булбоака и Калфа и съветските войски в крайна сметка се оттеглят през Днестър поради големи загуби; румънците съумяват да превземат някои селища отвъд реката. Румънските загуби по време на битката за Бендер възлизат на 141 души, включително 3-ма офицери. Започва вълна от жестоки репресии срещу местното население, като румънците поставят около 5000 жители под въоръжена охрана близо до жп гарата и конфискуват хранителни запаси от Бендер и съседните села. Около 150 железопътни работници, както и други местни жители, са екзекутирани пред тълпата.:с. 382 – 384 След посредничеството на чуждестранни дипломати на 8 февруари е подписано 48-часово прекратяване на огъня.:с. 40

### Битка при Белци и северна кампания
Новините за румънското нашествие алармират комитетите в Белци, които на 21 януари организират Революционен щаб за защита на Бесарабия, воден от молдавеца Андрей Палади, председател на съветския селски съвет на окръг Белци. В щаба участват също и Григоре Галаган, председател на местния поземлен комитет и Василе Рудиев, комисар на местното правителство. Палади призова местните жители да организират отряди за отбрана, а местният съвет издава манифест, в който се заявява, че „Смъртта е по-добра от ново робство под игото на кръвопиеца румънски крал“. По-късно същия ден се провежда митинг, на който присъстват 3000 работници, войници от гарнизона и представители на близките села, изразяващи своя протест срещу влизането на окупационните сили в Бесарабия. На населението са раздадени оръжия от военните складове.:с. 385 – 389 На 27 януари Конгресът на селските депутати от окръг Белци приема резолюция, с която се отхвърля авторитетът на Сфатул Църий и се признава този на съветския Съвет на народните комисари, а също така се изказва протест срещу отделянето от Русия и се призовава властта да се делегира на съветите на селяните, войниците и представителите на работниците. Комитетите и организациите на всички нива трябва да бъдат преизбрани, делегатите трябваше да бъдат изпратени в Петроград, за да поискат помощ срещу влизането на Румъния на бесарабска територия, а организации от други бесарабски области са поканени да се присъединят, за да одобрят конгреса на окръг Белци. За да попречат на крупните земевладелци да поискат помощ от Румъния, телефонните им линии са прекъснати и телефонната централа е взета под контрола на Конгреса.:с. 35 – 36
Основният организатор на отбранителните сили беше щабният капитан Анатол Попа, ветеран от Първата световна война, бивш член на Централния военен комисариат в Кишинев, участвал в създаването на 1-ви молдовски полк, който по-рано през януари е назначен от Сфатул Църий за военен комисар за област Белци. Попа е този, който всъщност ръководи отбраната, тъй като Палади е изпратен от конгреса на север, за да поиска помощ от 8-ма армия и Съвета на народните комисари, докато Рудиев замина за Кишинев, за да участва в Третия бесарабски конгрес на селяните. Към 2 февруари Попа успява да събере пехотен батальон, 2 кавалерийски ескадрона, отделен картечен взвод, автомобилна рота и непълна артилерийска батарея, допълнително подсилена от въоръжени групи селяни от близките Куболта и Хъснашен Мичи. Така с войниците от градския гарнизон общата сила достига хиляда доброволци, организирани в Червена гвардия. Около града са изкопани окопи, а на основните входни точки са инсталирани оръдия и картечници. На 3 февруари 1918 г. 1-ва румънска кавалерийска дивизия пресича Прут при Скулени и напредва към Фалешти, където е обстреляна от Червената гвардия, но в крайна сметка градът е превзет след 2 последователни атаки.:с. 385 – 389 На следващия ден румънският генерал Михаил Шина е заловен от селското опълчение в Обрея, но след като едва се спасява от саморазправа и линч, е освободен след атака на румънската конница. На 4 февруари румънските опити за пробив в Белци от юг са отблъснати с картечен и артилерийски огън от защитниците, а атакуващите войски претърпяват съществени загуби. Поредната атака близо до жп гарата също е блокирана от съпротивата на революционните войници и местните доброволци. Имайки численото превъзходство, румънските войски в крайна сметка окупират града около 15:00 ч. на 5 февруари след ожесточено сражение,:с. 42 като стрелбата продължава в града до тъмните часове.:с. 385 – 389 Напредвайки на север, румънски отряд превзема Сорока на 6 февруари, а на 12-и същия месец румънските войски подпомагат полските легиони при превземането на Ямпил през Днестър.:с. 42 Асландузкият пехотен полк и окницките червеноармейци се приближават до заетия от румънците Белци, но не са в състояние да оказват подкрепа на отбранителните сили. През следващите дни и до края на февруари, заедно с част от защитниците Белци и селски въоръжени групи, те продължиха борбата с румънския авангард по хода на железницата Белци-Окница (в София, Дрокия, Търнова и Дондушени), а след това, под ръководството на Палади, се бие с румънците в района Рибница – Холданещи. Междувременно между 5 и 6 февруари около 1000 души са арестувани и 20 застреляни в Белци от румънската армия. Анатол Попа е осъден на смърт, но помилван поради популярността си и поканен да се присъедини към румънската армия. Вместо това той решава да избяга и по-късно ще ръководи няколко съветски части в Руската гражданска война. На 8 февруари румънската Сигуранца съобщава, че вълненията сред селяните в област Белци срещу румънското присъствие все още са бурни.:с. 385 – 389

### Южна кампания
В южната част на провинцията румънската интервенция е извършена от 13-та пехотна дивизия, 2-ра кавалерийска дивизия, 5-а бригада Călărași и др. Настъплението на румънците среща различна степен на съпротива и на различни места се заформят схватки. Още на 23 януари Конгресът на самоопределението на селяните и работниците в Буджак, проведен в Акерман, отхвърля авторитета на Сфатул Църий и решава да се бори срещу нашествениците.:с. 40 Същия ден, след артилерийска бомбардировка, румънците превземат Кахул и започват репресии срещу защитниците. На 24 януари защитниците на Болград разпръскват атакуващите части с картечници, но основните сили на 2-ра кавалерийска дивизия преодоляват съпротивата на следващия ден.:с. 389 – 391:с. 38 – 39 Няколко дни по-късно български селяни в Тараклия съставят 250-четен отряд, въоръжен с пушки, коси и вили, но градът се предава, след като румънската артилерия открива огън. Сблъсъци и интензивни боеве избухват и между румънските войски и организираните набързо доброволци в Комрат и железопътните гари в Чадир-Лунга и Басарабеаска. Град Измаил е превзет след интензивни боеве и обстрели от румънски военни кораби. Защитниците, наброяващи няколкостотин войници и моряци, оказват съпротива от 3 до 6 февруари, докато в града властва политическото объркване. Като репресии румънците арестуват 1500 местни жители и екзекутират 14 моряци, докато членовете на съветския съвет на моряшките депутати са обесени.:с. 389 – 391:с. 40 – 41 Част от защитниците се оттеглят в Килия, където заедно с местните сили за самоотбрана успяват да устоят десет дни, докато градът също е превзет на 7 февруари след кратка битка. Защитниците са подкрепени и от румънски моряци, организирани от революционен комитет, ръководен от Георге Строичи. Румънски войници и работници на военните и граждански плавателни съдове на румънския флот се разбунтуват на 27 – 28 януари, издигат червеното знаме и помагат за защитата на града. След залавянето на Килия нейните защитници отстъпват към Одеса.:с. 41
Боевете около Вълков избухват вечерта на 8 февруари, като караули под съветско командване реагират с огън на румънския пост в Периправа. На следващия ден румънски наблюдатели на 2-ра морска дивизия обстрелват града и транспортния кораб, намиращ се в пристанището му, подтиквайки плаващата батарея K-15 да отвърне на огъня. Докато спомагателните кораби успяват да напуснат пристанището, съветските канонерки успяха да повредят един румънски монитор и да унищожат техния артилерийски център за насочване на огъня, принуждавайки ги да се оттеглят нагоре по реката. В борбата срещу румънската Дунавска флотилия защитниците са подкрепени от няколко военни кораба, изпратени от Одеса и Севастопол, и до 1000 революционни войници и червена гвардия. На 12 февруари в града пристигна отряд от 200 моряци от Балтийския флот, воден от анархиста Анатоли Железняков, който поема командването на отбраняващите се войски; на следващия ден войски са стоварени на близкия Дунавски остров, отказвайки румънците да използват реката. Съпротивата продължава до 28 февруари, когато оцелелите кораби заминават за Одеса и Николаев.:с. 41 2 бивши руски плаващи батареи, K-2 и K-7, бяха заловени от румънците в устието на Дунав през февруари. Тези кораби, част от многобройния клас Russud, 255 long tons (259 t) 54,7 m (179 ft 6 in) и с газене от 1,2 m (3 ft 11 in), максимална скорост от 5,5 kn (10,2 km/h; 6,3 mph) генерирана от двуосни дизелови двигатели и всеки е бил въоръжен с два 152 mm (6 in) оръдия. Неспособен да ги евакуира, съветите изоставят в различни бесарабски дунавски пристанища подводница № 3, речен блок „Одеса“, миночистач „Юлия“, осем речни лодки, кораб за пратеници и редица помощни кораби.:с. 42
След превземането на Вълков съпротивата продължи с двудневна отбрана в Татарбунари и село Кубей. Междувременно украинските войски на Централната Рада превзеха контролирания от есерите град Акерман на 28 януари, но два дни по-късно, след митинг на местните войници, болшевиките получиха контрол над града. Румънските войски достигнаха покрайнините на града в началото на март; след обща мобилизация в окръга е създаден 1-ви бесарабски полк, който получава отбранителна позиция на 30 km (19 mi)от града. С подкрепата за боеприпаси и подкрепления от Одеса 2000-хилядният гарнизон успя да удържи позицията си до 9 март.:с. 40

### Битки на Днестър
Боевете продължават в Бесарабия през месец февруари, тъй като румънският опит за възстановяване на реда и реда среща съпротивата на селяните и на революционни части.:с. 66 Андрей Брезиану и Влад Спану твърдят, че последните отряди на комунистическите революционери са изгонени отвъд Днестър и извън страната на 20 февруари [7 февруари стар стил],:с. 38 Поливцев отбелязва, че съветската власт е запазена в района на Хотин, северната част на област Сорока и по-голямата част на област Акерман до подписването на румънско-съветско примирие на 5 март.:с. 390
Два дни след като украинската декларация за независимост прекъсва преките връзки между Бесарабия и Русия, на 6 февруари Молдавска демократична република обявява своята независимост след интензивни дебати.:с. 37 Болшевиките превземат Одеса на 29 – 30 януари резултат на което Румчерод е наследен от Одеската съветска република на 30 януари [ОС 17 януари] 1918 г.
Междувременно съветският успех срещу украинските войски позволява създаването в Одеса на Върховна колегия за борба с румънската и бесарабската контрареволюция, чийто лидер Кръстьо Раковски е натоварен от Съвета на народните комисари със задачата „да изтласка румънските контрареволюционни сили извън Бесарабия и така да провокира революционно движение в Румъния". Преговорите с румънците са прекъснати на 15 февруари и на румънската страна е поставен ултиматум, който настоява за незабавна евакуация на румънските си войски от Бесарабия, предаване на цялото отнето руско военно имущество, разпръскване на руски и други национални контрареволюционни части, екстрадицията на генерал Щербачов и наказанието на виновните за убийствата и екзекуциите на руски военнослужещи. Вследствие на това боевете са възобновени на 16 февруари, но съветските опити за превземане на Бендер или за напредване по река Дунав се провалят. Опитите на Румъния да премине Днестър също са блокирани след сблъсъци при Крокмаз и Паланка:с. 47
На 14 февруари Ленин назначава Михаил Муравйов за командващ фронта на Бесарабия и Приднестровието и е натоварен със спирането на румънската офанзива и завземането на Бесарабия. Поемайки командването на съветските сили, действащи срещу Румъния на 19 февруари, Муравьов планира да настъпи към Яш от три посоки: Могилев-Подолски, Рибница и Бендер.:с. 48 На 20 февруари войските на Муравьов предприемат офанзива срещу румънските войски, които се опитват да установят плацдарми през Днестър в района на Бендер. Румънците са успешно отблъснати и губят три оръдия. Поредният опит на Румъния да премине Днестър е спрян в село Троицке на 1 март. На север войските на Павел Егоров, марширувайки от Киев, се натъкват на румънски отряд между Рибница и Слободка, като го разгромява след комбинирана операция.:с. 48 Съветските войски, предимно 8-ма армия, преминават в контранастъпление и след шестдневни боеве отново бият румънците в района на Слобозия и Рибница около 2 март. Основната битка се провежда при Рибница, където Съветите залавят 15 – 18 оръдия, голям брой стрелково оръжие и 500 пленници.:с. 48 Съветските войски също напредват около 15 km (9,3 mi) през Днестър, завземайки Резина, Шолданещи и други села.:с. 48

### Намеса на Централните сили и неуспешно примирие
Междувременно, докато съветската делегация напуска мирните преговори в Брест-Литовск, без да се съгласи с огромните териториални отстъпки, поискани от Германия, Централните сили подписват отделен мир с Украинската народна република на 9 февруари. За да принуди съветското правителство да подпише мира и предвид неуспеха на украинското правителство да преодолее съветските сили, германската армия възобновява офанзивата си на целия фронт на 18 февруари. На същия ден фелдмаршал Август фон Макензен, командващ германско-австрийските войски, се срещна с новоназначения румънски премиер Александру Авереску в Яш, за да обсъди мирен договор. Макензен лично уверява Авереску, че Румъния ще може да поддържа войски в Бесарабия и ще получи свобода на действия срещу Съветския съюз в замяна на подписването на мира с Централните сили и подкрепа за износа на селскостопанска продукция от Украйна.:с. 43 – 46 По примера на своя германски съюзник, австро-унгарската армия и предприема антисъветска офанзива в своя участък на фронта на 24 – 28 февруари, превземайки бесарабските градове Новоселица и Хотин на същия ден и напредвайки към Окница, където среща румънската армия. След германския ултиматум на 28 февруари, Румъния е притисната да подпише предварителен мирен договор в Буфтеа на 5 март, според който Румъния се отказва от Добруджа и значителни територии на австро-унгарската граница, приема тежки икономически клаузи и се съгласява да демобилизира своята армия. Румънските войски в Бесарабия обаче са изключени от демобилизацията. Румънското командване и Централните сили се споразумяват, че австро-унгарските войски ще окупират областта Хотин и северната част на област Сорока, докато на армиите на Централните сили ще бъде разрешено свободно преминаване през окупираната от Румъния Бесарабия. Впоследствие австро-германският 25-и армейски корпус настъпва през Северна Бесарабия към Киев, 27-и Австро-Унгарски корпус напредва през централна Бесарабия към Рибница, Бирзула и Одеса, докато 52-ри германски армейски корпус напредва през Бендер към Одеса. В резултат на 3 март съветското правителство най-накрая се съгласява да подпише мирното споразумение, но австро-германските войски, по това време на линията Каменецк – Виница – Черкаси – Киев, продължават своята офанзива.:с. 43 – 46 На същия ден съветските войски в района на Резина се оттеглят през Днестър в опит да облекчат Жмеринка от комбинирана австрийска и украинска атака.:с. 48
Изправена пред сериозни военни неуспехи на Днестър, трудни преговори с Централните сили и арестуването на многобройни румънски знатници в Одеса, румънската армия предлага примирие на Съветите, търсейки подкрепа от Антантата. Тъй като те вярват, че общата ситуация в Румъния Бесарабия е благоприятна за тяхната кауза и австро-германското нашествие притиска от север, местните съветски представители приемат предложението. На 21 февруари представителите на Антантата в Румъния упълномощават италианския пратеник Фашиоти да съобщи на Съветите, че румънската намеса „представлява военна операция без политически характер“, предприета „за гарантиране на доставките на храна за руските и румънските войски и цивилното население“, и призова за преговори между двете страни. Съветът на народните комисари на Одеска област представя своите условия на 24 февруари: Румъния трябва да декларира, че ще изтегли армията си от Бесарабия в рамките на два месеца, ще намали присъствието си до 10 000 войници, натоварени изключително с охраната на румънските складове и железниците; полицейските дейности трябва да бъдат осигурени от местни сили; руските военни сили трябва постепенно да заместят отстъпващите румънски войски; румънското командване трябва да прекрати всякаква намеса във вътрешнополитическия живот на Бесарабия и да се въздържа от предприемане или подкрепа на враждебни действия срещу Съветска Русия; всички спорни теми трябва да бъдат разрешени от съвместна комисия, с участието на представители на Антантата; на румънските войски трябва да се осигури сигурно убежище на руска територия в случай на германска инвазия, а местните ресурси трябва да бъдат предоставени в румънски ръце, но след като се отговори на нуждите на местните и руските войски. Румънската страна приема всички условия, с изключение на незабавната евакуация на Бендер. Освен това те искат пълна размяна на затворници, включително арестуваните в Одеса румънски знатни лица, да бъде създадена международна комисия, изключваща Румъния и Русия, да бъдат върнати всички румънски складове за храна и иззетите в Русия средства и да бъде разрешено на Румъния да набавя храна от другаде в Русия, в случай че не може да задоволи нуждите си от Бесарабия.:с. 48 – 49 Съветите декларираха своето приемане на условията на 5 март с документа, подписан от Румчерод, Съвета на народните комисари на Одеска област, Изпълнителния комитет на Съветите и от канадския полковник Джоузеф У. Бойл като представител на Антантата. На същия ден румънското правителство подписва „Протокола за елиминиране на руско-румънския конфликт“ и го предава на Одеса чрез представители на Антантата, където е подписан от местните съветски лидери на 9 март. В размяна на телеграми двете страни се съгласяват да прекратят военните действия.:с. 50 – 51 Докато съветските войски прекратяват военните действия на 8 март, румънците нарушават договора на следващия ден по настояване на Централните сили, които настъпват към Одеса и превземат града на 14 – 15 март. На същия ден румънските войски превземат Акерман и Шабо, последните съветски позиции в Бесарабия.

## Последствия
Румънските загуби във финалните фази на бесарабската намеса възлизат на 488 души (25 убити, 312 ранени, 151 изчезнали).:с. 48 Единствената клауза от румънско-съветското споразумение, която е изпълнена, е частична размяна на затворници: 92 румънски сенатори, членове на парламента и офицери са разменени за 73 офицери и войници от руската армия на 19 – 24 март 1918 г. в Сулина.:с. 51 Точният брой на жертвите, претърпени от съветските и други революционни сили в Бесарабската кампания, е много труден за изчисляване. Виктор А. Савченко твърди, че приблизително 1500 до 2000 са били убити в битките, които са се провели в Приднестровието и Буджак.
Чарлз Кинг твърди, че макар да се е случило по молба на членове на Сфатул Църий и други молдовски организации, окупацията на Бесарабия от румънците не е приветствана от всички. По този начин, според Чобану, в призив към гражданите на Кишинев членовете на бесарабското правителство отричат, че румънските войски някога са били поканени да окупират републиката, заявявайки, че единствената им цел е да поемат контрола над железниците от болшевиките.:с. 33 Марсел Митраска твърди, че ползите от възстановяването на обществения ред и уверенията на румънците, че няма да се намесват в политическия живот на Бесарабия, са определили много хора да променят отношението си.:с. 36 – 37
Владимир Поливцев твърди, че макар румънската армия и някои членове на Сфатул Църий да твърдят, че румънската интервенция е насочена срещу болшевиките, противопоставянето на румънската окупация идва и от социалистическите революционери като Которос и Кюмаченко или от меншевиките като Борисов и Криворуков. Някои от тях в крайна сметка ще се присъединят към болшевиките само след потискането на молдовската автономия (Криворуков, Левенсон и Борисов по-късно през 1918 г., Котовски през 1920 г., Палади през 1930 г.). Много от видните борци срещу румънците не са свързани с лява политика, като основната им цел е разрешаването на аграрните, трудови или национални проблеми.:с. 391
На 6 февруари [24 януари] 1918 г., тъй като независимостта на Украйна разбива надеждата за Руска федерация, Сфатул Църий гласува Декларацията за независимостта на Молдовската демократична република, отказвайки се от всички връзки с Русия.:с. 66 Икономически изолиран и разтревожен от претенциите на украинското и съветското правителство към Бесарабия, Сфатул Църий гласува за съюз с Румъния на 9 април [27 март] 1918 г.:с. 38
Този ход беше осъден от съветското правителство като грубо нарушение на предишните споразумения и лишен от законна власт, докато Украинската народна република прекъсва дипломатическите отношения с Румъния и издава финансови санкции срещу Бесарабия. Според Денис Малцев Румъния е инициирала кампания за румънизация в Бесарабия, забранявайки отпечатването на плакати на езици, различни от румънски, и по-късно принудително включва православни църкви в Румънската православна църква.:с. 170 – 172
Между април и май 1919 г., когато болшевиките вече са установили твърдо своето управление над украинското Черноморие, Червената армия разработва план за завладяване на Бесарабия и за помощ на Унгарската съветска република. Тези планове са осуетени от избухването на въстанието на Григориев и пробиването на фронта на АФСР на Донбас. Румъния консолидира властта си над Бесарабия едва след потушаване на украинското малцинство под ръководството на Хотинското въстание (януари – февруари 1919 г.) и проболшевишките Бендерски (май 1919 г.) и Татарбунарски (септември 1924 г.) въстания.:с. 76 – 77,290 – 291
Първият проект на договор за статута на Бесарабия е представен на Парижката мирна конференция на 14 април 1920 г. Въпреки че първоначално те не бяха против Съюза,:с. 409 на 10 август, САЩ се оттеглиха от преговорния процес, заявявайки, че ще зачитат териториалната цялост на Русия. На 28 октомври 1920 г. Обединеното кралство, Франция, Италия и Япония подписват Парижкия договор за признаване на румънския суверенитет над Бесарабия, но въпреки това Япония не ратифицира документа и договорът не успява да влезе в сила.:с. 413:с. 181 Съветско-румънските конференции във Варшава (1921) и Виена (1924) също не успяха официално да уредят правния статут на Бесарабия.:с. 57 Отношенията между Румъния и Съветския съюз са възобновени едва през декември 1934 г.:с. 132 Бесарабия обаче остава единственият участък от съветската западна граница, който не е признат от правителството в Москва, като „освобождението от региона от румънската окупация“ е основна опора на съветските външнополитически цели, според Мелтюхов.:с. 16 Румънският златен резерв и по-голямата част от съкровището, конфискувано от Русия, никога не са били връщани на Румъния.